# Софичка (фильм)
«Софичка» — российский драматический фильм режиссёра Киры Коваленко по одноимённой повести Фазиля Искандера. Мировая премьера фильма состоялась на XX кинофестивале «Тёмные ночи» в Таллине, премьера в России — 23 ноября 2017 года.

## Сюжет
Фильм рассказывает о женщине по имени Софичка, которая возвращается на родину в Абхазию после освобождения из ссылки.

## В ролях
| Актёр              | Роль               |
| ------------------ | ------------------ |
| Лана Басария       | Софичка            |
| Циала Инапшба      | Софичка в возрасте |
| Сергей Томашевский | Роуф               |
| Саид Камкия        | Нури               |
| Рауль Кове         |                    |

## Создание
Фильм является дебютной работой выпускницы мастерской Александра Сокурова в Нальчике Киры Коваленко и вырос из этюдов и отрывков, которые ставили студенты под руководством мастера. Съёмки проходили в Абхазии, и роли молодых героев (в том числе главной героини) исполнили непрофессионалы, которых зачастую находили на местных улицах. Вопреки желанию Фазиля Искандера фильм снят на абхазском языке (повесть написана по-русски).
По словам режиссёра, «когда мы приехали в Абхазию, мы поняли, что на русском языке снимать неправильно. Тогда, в те времена, о которых идет речь — послевоенные, на нём не говорили». При переносе литературного текста на экран пришлось изменить и некоторые детали сюжета. При этом, по мнению критика Т. Алёшичевой, Коваленко «не расплескала смысла, сохранив ясную, чистую интонацию искандеровской прозы».